# 光永康則
光永 康則（みつなが やすのり）は、日本の漫画家、漫画原作者。静岡県浜松市出身。つながみという別名義を用いることもある。

## 人物
上京後、中原裕のアシスタントを務める。
代表作の『怪物王女』は2007年、テレビアニメ化された。
自画像には「煙草を吸っている小さなクリーチャー」の画像を使用している。このキャラクターは『怪物王女』第23話の裁判シーンにおいて弁護士としても登場している。
幼いころに入院中の病室で読んだ『ドラえもん』に感銘を受け、それ以来藤子・F・不二雄と藤子不二雄Aの作品を濫読し、現在でも「藤子先生は僕にとっては神のような存在」と公言する。趣味の一つに野球があり、真保裕一や橋本孤蔵らとともに、中原裕の主宰する草野球チームに所属していた。
デビュー以前からオートバイを趣味としており、現在も日帰りのソロツーリングを楽しむ様子がTwitterなどで語られている。

## 作品リスト
- トラフィッカー（『月刊サンデーGENE-X』2001年 - 2002年、全3巻）
- スラッシュダウン（『月刊サンデーGENE-X』2002年9月号 - 2002年11月号、未刊）
- でかプリ!（原作協力：勝見太郎、「モバMAN」2004年、未刊）
- 怪物王女（『月刊少年シリウス』2005年 - 2013年、全20巻）
- シンバシノミコ（『ビジネスジャンプ増刊・ビージャン魂』→『ビジネスジャンプ』→『グランドジャンプPREMIUM』2008年 - 、既刊3巻）※休載中
- チアチア（『ヤングアニマルあいらんど』、2011年2月28日発売、ISBN 978-4-592-14660-5）
- 南Q阿伝（『月刊少年シリウス』2012年 - 2014年、全6巻）
- 棺探偵D&W（『月刊ヤングキング』→『月刊ヤングキングアワーズGH』2012年 - 不定期連載中、既刊2巻）
- カコとニセ探偵（『週刊ヤングジャンプ』2015年2号 - 43号、全4巻）
- アヴァルト（『月刊少年シリウス』2015年 - 2017年、全6巻）
- 怪物王女 ナイトメア（『月刊少年シリウス』2017年 - 2021年、全7巻）
- 時間停止勇者（『月刊少年シリウス』2019年 - 、既刊19巻）[6]

### 原作担当
- デーモン72（作画：上田悟司、『good!アフタヌーン』13号 - 20号（2010年 - 2012年）、全2巻）
- まじカライズ（作画：いのまる、『グランドジャンプ』2012年23号 - 2014年24号、全4巻）※つながみ名義
- 玉キック（作画：いのまる、『月刊ヤングキングアワーズGH』2017年8月号 - 2019年12月号、全5巻）
- 異世界狙撃手は女戦士のモフモフ愛玩動物（作画：いのまる、『月刊ヤングキングアワーズGH』2020年1月号 - 、既刊7巻）
- イビルヒーローズ（作画：入鹿良光、『週刊ヤングジャンプ』2021年26号[7] - 2022年16号、全4巻）
- 絶対死なないステラ姫（作画：大高稲、『水曜日のシリウス』・『コミックDAYS』2024年 - 、既刊3巻）
- 嫁がくる！（漫画：saku、『グランドジャンプむちゃ』2025年5月号[8] - ）